# Souvrství Kaiparowits

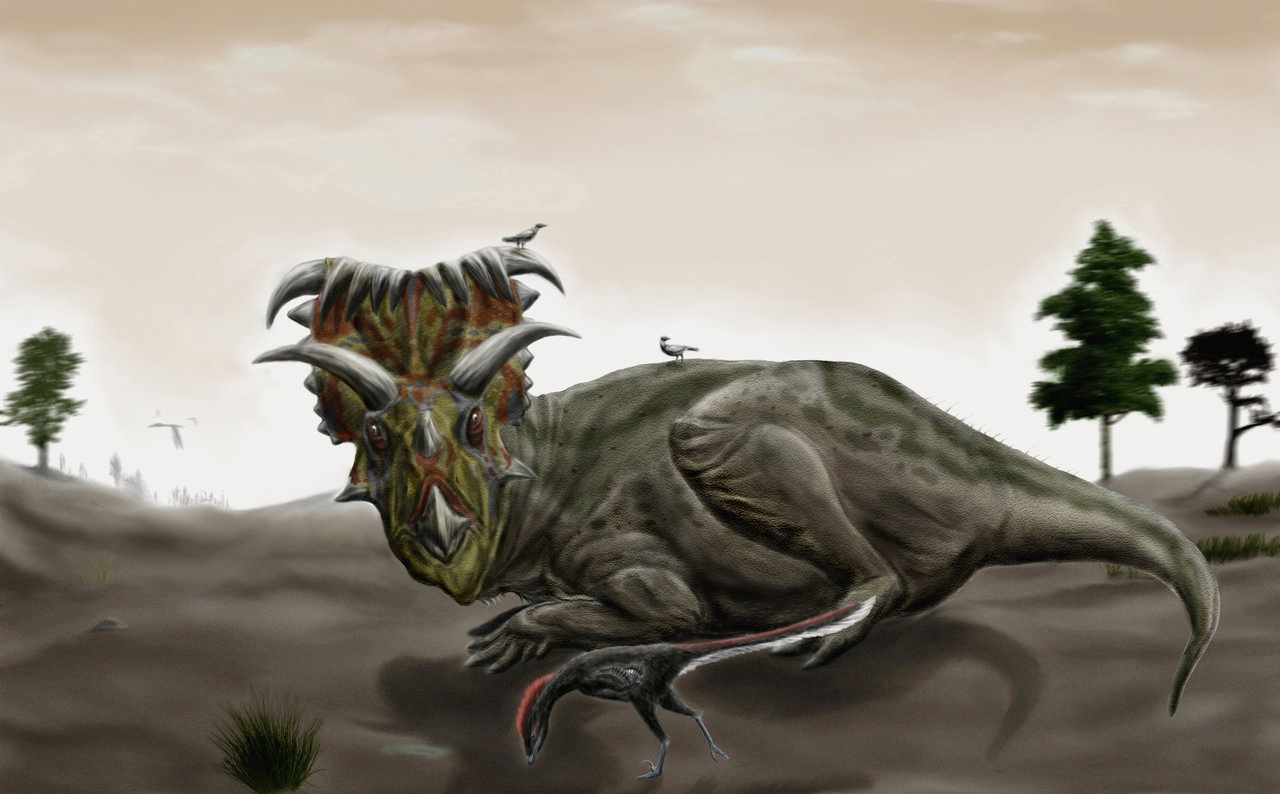
Kosmoceratops a Talos v ekosystému souvrství Kaiparowits.

Souvrství Kaiparowits je významnou a paleontologicky bohatou geologickou formací na území jižního Utahu v USA. Stáří sedimentů činí 76,6 až 74,5 milionu let (podle jiné studie 76,0 až 74,0 m. l.), jedná se tedy o usazeniny z pozdní křídy (geologický stupeň kampán). Výchozy souvrství se nacházejí na plošině Kaiparowits na území přírodní rezervace Grand Staircase-Escalante National Monument. Souvrství bylo formálně definováno roku 1931, většina paleontologického výzkumu však v něm probíhá až od roku 1982.

## Charakteristika
Průměrná mocnost sedimentů v souvrství Kaiparowits je zhruba 790 metrů, místy přesahuje i 850 metrů. Z hornin zde převažuje jílovec a pískovec. Bylo zde objeveno množství druhů dinosaurů i jiných živočichů. Časově se doba ukládání těchto vrstev přibližně shoduje s geologickým souvrstvím Dinosaur Park v kanadské Albertě. Kromě dinosaurů zde bylo objeveno také množství dalších plazů (želvy, krokodýli, ještěři), obojživelníci, ryby, paryby, savci a například i ichnofosilie a fosilní otisky kůže.
V sedimentech tohoto souvrství byly objeveny také fosilie velkého ptakoještěra, který dosahoval v rozpětí křídel 4,3 až 5,9 metru.
Početné jsou také fosilie vajec některých dinosaurů, například neznámých teropodů (oospécie Stillatuberoolithus storrsi).

## Dinosauří fauna

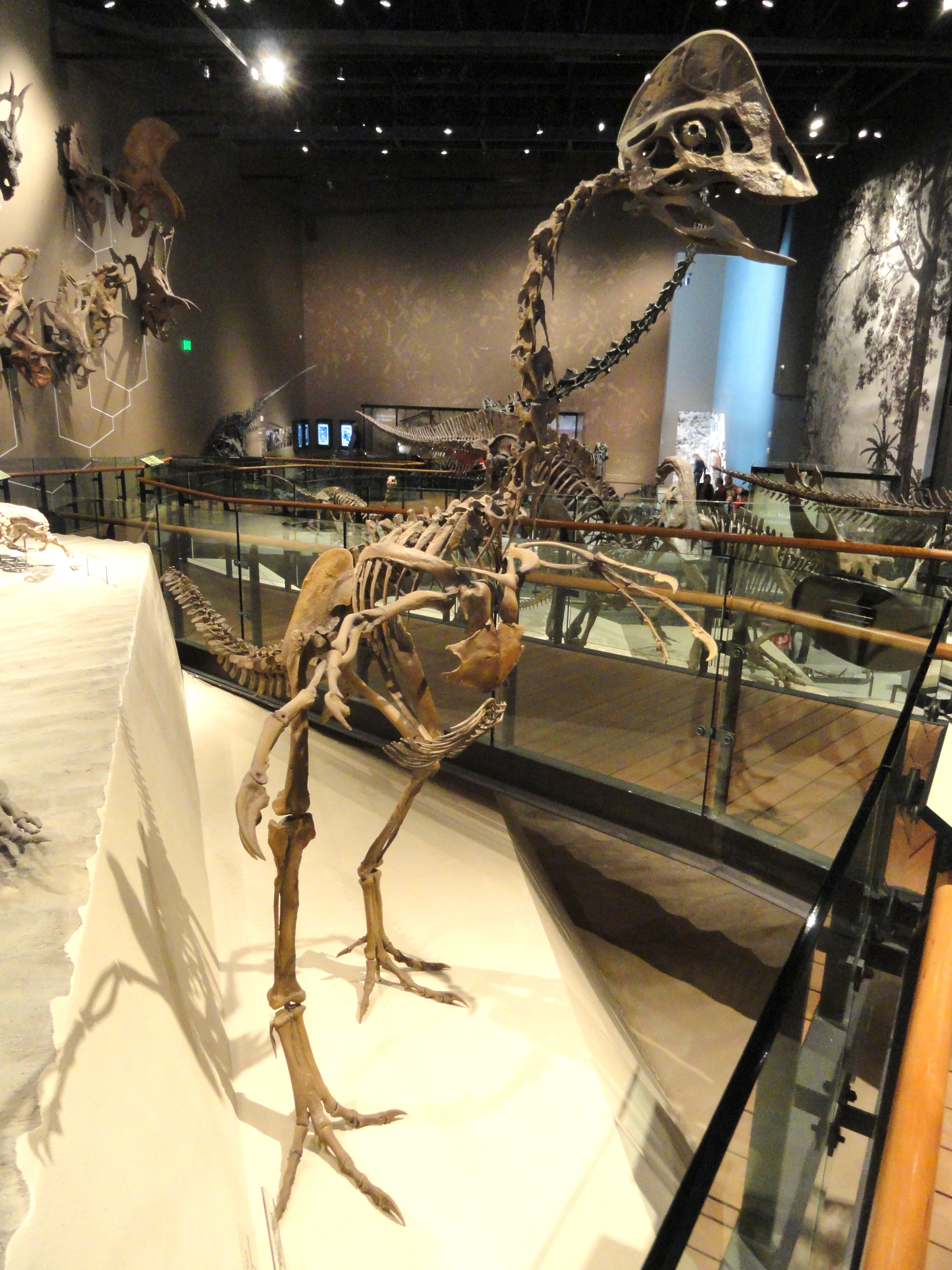
Rekonstruovaná kostra druhu Hagryphus giganteus.

Ankylosaurní dinosauři
- Akainacephalus johnsoni[9]

Rohatí dinosauři
- Kosmoceratops richardsoni[10]
- Nasutoceratops titusi
- Utahceratops gettyi[11]

Ornitopodi
- Gryposaurus monumentensis[12]
- Parasaurolophus cyrtocristatus[13]
- ?Parasaurolophus sp. nov.

Teropodi
- Hagryphus giganteus[14]
- ?Ornithomimus velox
- ?Paronychodon
- ?Richardoestesia
- Talos sampsoni[15]
- Teratophoneus curriei[16]